# Los Sabinos, San Luis Potosí
Los Sabinos är en ort i Mexiko.   Den ligger i kommunen Tampamolón Corona och delstaten San Luis Potosí, i den centrala delen av landet, 240 km norr om huvudstaden Mexico City. Los Sabinos ligger 144 meter över havet och antalet invånare är 121.
Terrängen runt Los Sabinos är kuperad åt nordväst, men åt sydost är den platt. Runt Los Sabinos är det ganska tätbefolkat, med 124 invånare per kvadratkilometer. Närmaste större samhälle är Villa Terrazas, 13,8 km söder om Los Sabinos. I omgivningarna runt Los Sabinos växer huvudsakligen savannskog.